# 林堡兄弟

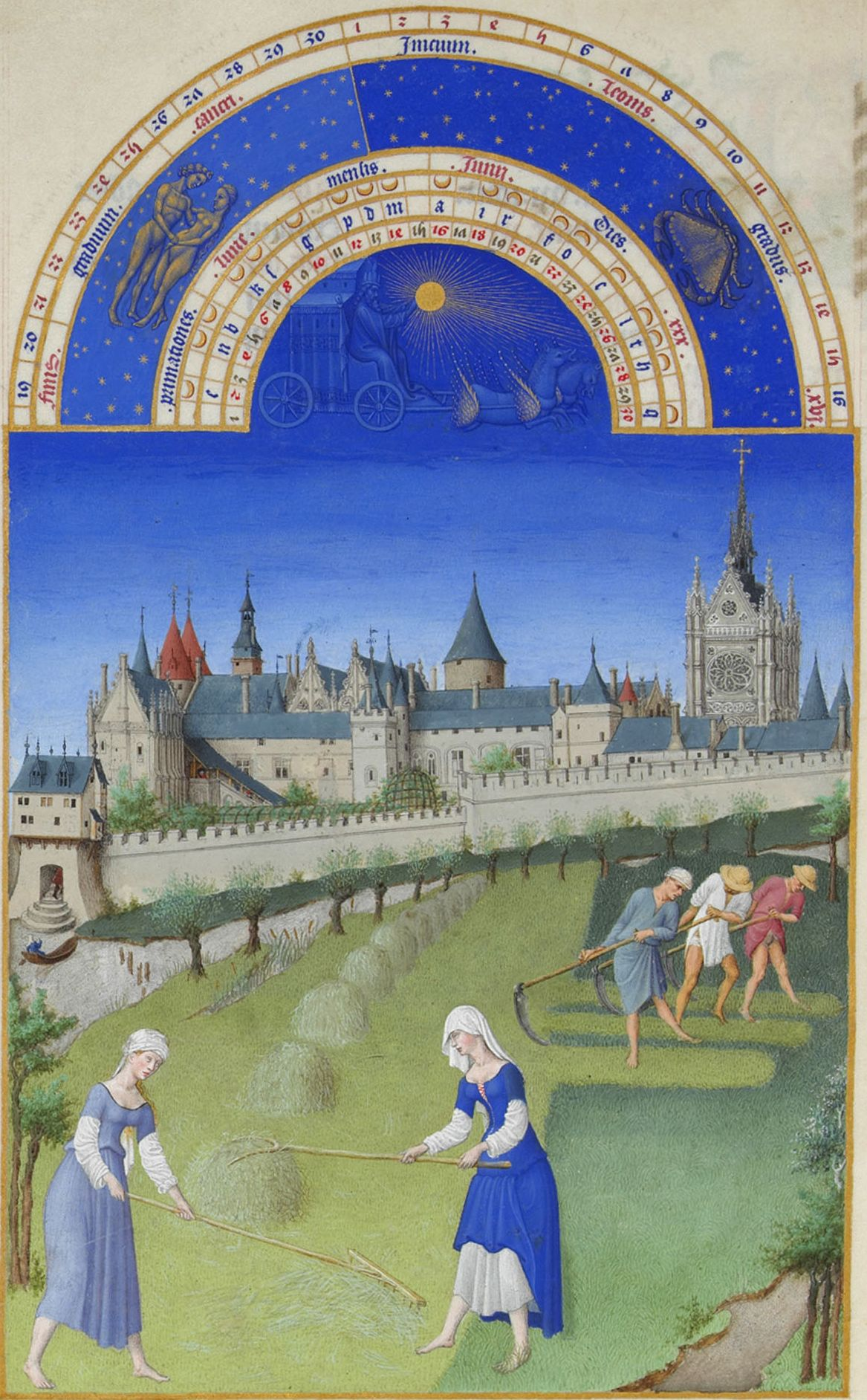
《豪华日课经》插画 六月

林堡兄弟，是14世纪末15世纪初法国著名泥金装饰手抄本画家，他们分别是大哥保罗·德·林堡、二哥让·德·林堡和三弟赫曼·德·林堡。

## 生平
他们祖籍尼德兰，生于奈梅亨，活跃于勃艮第和法国。他们的主要作品有《豪华日课经》插画。
保罗·德·林堡曾受雇于勃艮第公爵